# Кровать Бродского
«Крова́ть Бро́дского» — арт-объект Александра Бродского и Надежды Корбут, созданный в 2006 году в рамках фестиваля «Архстояние». Находится на территории Парка «Никола-Ленивец». Первоначально объект не имел названия, но впоследствии за ним закрепилось название «Кровать Бродского». Эксперты затрудняются с определением жанра «Кровати Бродского», но условно относят её к лэнд-арту.

## История
Ирина Кулик так писала о «Кровати Бродского» во время проведения фестиваля «Архстояние» в 2006 году:
Архитектор Александр Бродский позаботился о том, чтобы сладкий покой над Угрой обрели все желающие. Его объект представляет собой деревянную кроватку с деревянной же подушкой, обнесённую трогательной дощатой оградой, покрашенной серебрянкой.